# ساكي أبيض الوجه
ساكي أبيض الوجه (الاسم العلمي: Pithecia pithecia) (بالإنجليزية: White-faced Saki)‏ هو نوع من الحيوانات يتبع جنس السعدان الساكي من الفصيلة السعادين الساكية.